# Dendrodontoidea
Dendrodontoidea – nadrodzina chrząszczy z podrzędu wielożernych (Polyphaga). Jedyna nadrodzina serii Dendrodontiformia.

## Systematyka
W klasycznym ujęciu nadrodzina ta zaliczana była do serii Bostrichiformia i obejmowała tylko jedną rodzinę: Dendrodontidae. Współcześni badaczy wydzieli Dendrodontoidea w osobny infrarząd Dendrodontiformia i zaklasyfikowali do niej 3 rodziny:
- Dendrodontidae LeConte, 1961
- Nosodendridae Erichson, 1846 – skałubnikowate
- Jacobsoniidae Heller, 1926